# Charles Mortimer
Charles Mortimer (1885 – 1 de abril de 1964) foi um ator britânico da era do cinema mudo.

## Filmografia selecionada
- Watch Beverly (1932)
- You Made Me Love You (1933)
- Sometimes Good (1934)
- The Return of Bulldog Drummond (1934)
- The Triumph of Sherlock Holmes (1935)
- The Price of a Song (1935)
- Someone at the Door (1936)
- Aren't Men Beasts! (1937)
- The Ghost of St. Michael's (1941)
- The Life and Death of Colonel Blimp (1943)